# Gyton Grantley
Gyton Grantley (Brisbane, Queensland; 1 de julio de 1980) es un actor australiano ganador del premio logie, conocido por haber interpretado a Carl Williams en la serie Underbelly y a Kane Albert en la serie House Husbands. 

## Biografía
Gyton aistió al Anglican Church Grammar School en Brisbane, terminando sus estudios en 1997. En el 2001 se graduó del QUT Creative Industries con un grado en cine y televisión.
Gyton participa activamente en la organización australiana, Reach Out!.
Es muy buen amigo de los actores Simon Westaway y Zoe Tuckwell-Smith.
En septiembre del se anunció que Gyton se había comprometido con su novia de más de ocho años, la maestra Alexandra "Alex" Ortuso. En marzo de 2016 la pareja se casó, en abril del mismo año anunciaron que estaban esperando a su primer bebé juntos en septiembre de 2016. La pareja le dio la bienvenida a su primer hijo Rocco "Rocky" James Grantley el 10 de agosto de 2016 luego de adelantarse cinco semanas antes de tiempo.

## Carrera
Gyton comenzó su carrera como actor de televisión en 2003 cuando apareció como Gary Walpole en la serie Fat Cow Motel. 
En 2007 apareció como invitado en exitosas series australianas como All Saints donde interpretó a Jared Clarke y en Home and Away.
En 2008 se unió al elenco de la primera temporada de la exitosa serie australiana Underbelly donde interpretó a Carl Williams, un asesino y criminal convicto responsable de la muerte de los hermanos Moran. Para poder interpretar al personaje Gyton tuvo que bajar de peso, lo cual le tomo dos meses.
En 2009 apareció en el corto Bieng Carl Williams, donde se interpretó a sí mismo, en el corto Gyton es secuestrado por dos delincuentes que lo confunden con el criminal Carl Williams, papel que interpretó en Underbelly. Ese mismo año se unió al elenco de la película A Model Daughter: The Killing of Caroline Byrne donde interpretó a Andrew Blanchette, el ex-novio de Caroline quien después de su asesinato queda destruido y junto a la familia y amigos de Caroline deciden buscar al culpable. La película está basada en hechos reales.
En 2010 interpretó a Norman Morris en la película Beneath Hill 60.
En 2012 se unió al elenco principal de la serie House Husbands donde interpretó a Kane Albert, hasta el final de la cuarta temporada en 2015.
En 2014 Gyton interpretó nuevamente al criminal y asesino Carl Williams en la miniserie Fat Tony & Co.
En 2016 se anunció que Gyton se había unido al elenco de la miniserie House of Bond.

## Filmografía

### Series de televisión
| Año               | Título                        | Personaje        | Notas                        |
| ----------------- | ----------------------------- | ---------------- | ---------------------------- |
| 2018 - presente   | We Were Tomorrow              | Cain Foster      | -                            |
| 2018 - presente   | Thuggery                      | James March      | 6 episodios                  |
| 2018              | Olivia Newton-John            | Roger Davies     | ep. #1.2                     |
| 2017              | True Story with Hamish & Andy | Brett            | episodio "Dani"              |
| 2012 - 2015, 2017 | House Husbands                | Kane Albert      | 47 episodios                 |
| 2017              | House of Bond                 | Peter Beckwith   | 2 episodios - miniserie      |
| 2014              | Fat Tony & Co                 | Carl Williams    | 9 episodios                  |
| 2009              | East West 101                 | Craig Deakin     | 6 episodios                  |
| 2009              | :30 Seconds                   | Sumo             | 6 episodios                  |
| 2009              | Rescue Special Ops            | Willo            | episodio # 1.3               |
| 2008              | Underbelly                    | Carl Williams    | 13 episodios                 |
| 2008              | Out of the Blue               | Alex Jarvis      | episodio # 1.3               |
| 2007              | All Saints                    | Jared Clarke     | episodio "Precious Moments"  |
| 2007              | Home and Away                 | James Dalton     | 10 episodios                 |
| 2006              | Supernova                     | Jeff             | episodio "Big Red"           |
| 2005              | headLand                      | Dane Pickerstaff | 11 episodios                 |
| 2004              | The Cooks                     | Danny            | episodio "Swimming Upstream" |
| 2003              | Fat Cow Motel                 | Gary Walpole     | 2 episodios                  |

### Películas
| Año  | Título                                          | Personaje           | Notas                                                                                            |
| ---- | ----------------------------------------------- | ------------------- | ------------------------------------------------------------------------------------------------ |
| 2012 | Cliffy                                          | Powell              | junto a Roy Billing, Stephen Curry, Krew Boylan, Kevin Harrington, Martin Sacks & Denise Roberts |
| 2012 | My Beautiful Departed                           | Extraño             | corto - junto a Kelly Atkinson & Mark Hodson                                                     |
| 2011 | Full Catch                                      | Ramon               | corto - junto a Scott Corfield, Ron Kelly & Felix Kong                                           |
| 2011 | The Forgotten Men                               | Woodcarver          | corto - junto a Kerry Armstrong & Lincoln Lewis                                                  |
| 2011 | The Maestro                                     | The Maestro         | corto - junto a Rory Williamson                                                                  |
| 2011 | Everything Is Super                             | Shadow              | corto - junto a Camille Keenan                                                                   |
| 2010 | The Reef                                        | Matt                | junto a Zoe Naylor, Damian Walshe-Howling & Kieran Darcy-Smith                                   |
| 2010 | Beneath Hill 60                                 | Norman Morris       | junto a Anthony Hayes, Aden Young, Brendan Cowell, Chris Haywood & Tom Green                     |
| 2009 | A Model Daughter: The Killing of Caroline Byrne | Andrew Blanchette   | junto a Cariba Heine, David Lyons, Indiana Evans & Kylie Watson                                  |
| 2009 | Gary Cunningham                                 | Balibo              | junto a Anthony LaPaglia                                                                         |
| 2009 | Beyond Words                                    | Guy                 | corto - junto a Charlotte Gregg & Socratis Otto                                                  |
| 2009 | Being Carl Williams                             | Carl Williams       | corto - junto a Damon Gameau & Helen Dallimore                                                   |
| 2009 | Prime Mover                                     | Repo Man 1          | junto a Anthony Hayes, Ben Mendelsohn, William McInnes, Michael Dorman & Emily Barclay           |
| 2007 | All My Friends Are Leaving Brisbane             | Jake                | junto a Ryan Johnson, Tom Oakley, Cindy Nelson, Charlotte Gregg & Matt Zeremes                   |
| 2006 | Small Claims: The Reunion                       | Brett Michaels      | junto a Claudia Karvan, Rebecca Gibney, Lisa Chappell, Emma Booth & Paul Barry                   |
| 2005 | Small Claims: White Wedding                     | Brett Michaels      | junto a Claudia Karvan, Rebecca Gibney, Brooke Satchwell & Paul Barry                            |
| 2005 | In a Pickle                                     | Oficial Barry       | corto - junto a Nathaniel Dean & Felix Williamson                                                |
| 2004 | Small Claims                                    | Det. Brett Michaels | junto a Claudia Karvan, Freya Stafford, Rebecca Gibney, Robert Mammone & Paul Barry              |
| 2004 | Under the Radar                                 | Trent               | junto a Robert Menzies, Damien Garvey & Teo Gebert                                               |
| 2004 | A Man's Gotta Do                                | Dominic             | junto a John Howard, Rohan Nichol & Alyssa McClelland                                            |
| 2003 | Mermaids                                        | Tim                 | junto a Serah D'Laine, Erika Heynatz, Brittany Byrnes, Holly Brisley, Lara Cox & Andy Anderson   |
| 2003 | Marking Time                                    | Shane Sheather      | junto a Matthew Le Nevez, Bojana Novakovic & Lindsay Farris                                      |
| 2003 | Danny Deckchair                                 | Stuey               | -                                                                                                |
| 2003 | Swimming Upstream                               | Nadador             | junto a Jesse Spencer & Craig Horner                                                             |
| 2002 | Blurred                                         | Gavin               | junto a Craig Horner, Kristian Schmid & Mark Priestley                                           |
| 2001 | Bad Ass Mono-Winged Angel                       | Owen                | corto - junto a Jason Klarwein, Elizabeth Richmond, Kane Ingwersen & Scott Corfield              |

### Teatro
| Año  | Obra                     | Personaje     | Director (a)   | Teatro             | Notas                                                                       |
| ---- | ------------------------ | ------------- | -------------- | ------------------ | --------------------------------------------------------------------------- |
| 2011 | Ruben Guthrie            | Ruben Guthrie | David Berthold | Roundhouse Theatre | junto a Caroline Kennison, Kathryn Marquet, Lauren Orrell y Darren Sabadina |
| 2005 | Top Shorts               | -             | Tamara Cook    | Old Ftz. Theatre   | junto a Leon Ford, Ewen Leslie, Sam North, Mark Priestley y Susan Prior     |
| 2003 | The Removalists          | -             | Lewis Jones    | La Boite Theatre   | junto a Paul Denny, Zoe Naylor y Errol O'Neill                              |
| 2002 | The Blue Roof            | -             | Greg Lissaman  | The Street Theatre | junto a Anne Byron y Caitlin Hunter                                         |
| 2002 | Vertigo and the Virginia | -             | Sarah Goode    | Old Fitz. Theatre  | junto a Boris Brkic, Elizabeth Chance y Felicity Soper                      |

## Premios y nominaciones
| Año  | Categoría                                | Premio             | Nominado   | Resultado |
| ---- | ---------------------------------------- | ------------------ | ---------- | --------- |
| 2009 | Most Outstanding Actor in a Drama Series | Silver Logie Award | Underbelly | Ganador   |
| 2009 | Most Popular Actor                       | Silver Logie Award | Underbelly | Nominado  |
| 2008 | Best Lead Actor in Television Drama      | AFI Award          | Underbelly | Ganador   |